# Nuture Art

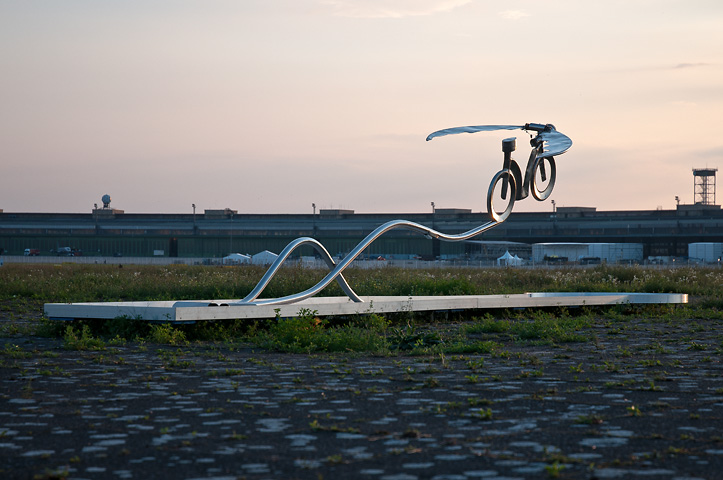
Nuture Mini Art Golf, Berlin 2011

Nuture Art ist eine Open-Air-Galerie an einem einmaligen historischen Ort des ehemaligen Tempelhofer Flughafens. Es werden 18 temporäre Installationen ausgestellt, die von Besuchern als Minigolf bespielt werden können. Durch die Nutzung der Besucher werden die Kunstwerke zu Gebrauchsskulpturen im öffentlichen Raum. Das Spielen löst Interaktionen und Reaktionen verschiedener technischer Zusammenhänge aus: Die Bahnen leuchten, verändern und bewegen sich. Das Kunstprojekt regt das interkulturelle Publikum an, sich öffentlich mit ökologischen Zukunftsfragen – Ressource, Energie, Klima und Nachhaltigkeit – auseinanderzusetzen und auszutauschen. Die temporären Installationen sollen so Impulse setzen, sich mit neuen Themen zu beschäftigen, die miteinander interagieren.

## Das Kunstprojekt
Durch eine Ausschreibung im Jahr 2010 des Berliner Senats, Pionierprojekte für die Tempelhofer Freiheit zu entwerfen, ist Nuture Art entstanden. Das Projekt fand große Befürwortung und hat sich als eines von 19 Raumpionieren gegen 138 Bewerber durchgesetzt. Ein Kollektiv mehrerer internationaler Künstler hat sich der Kunstgalerie angeschlossen. Seitdem hat sich das Projekt stetig weiterentwickelt, neue Kunstwerke kommen hinzu und das Kollektiv wächst. 

## Die Künstler
Die Künstler haben es sich zur Aufgabe gemacht, weitestgehend recyclingfähige Materialien zu verwenden.  Ziel ist es, den gesamten Stromverbrauch der Minigolf-Anlage über eigene erneuerbare Energien zu erzeugen. Aktuell (Stand November 2016) sind Kunstobjekte von folgen Künstlern ausgestellt. 
- Christina Bunk
- Jorge Aguerrevere
- Christoph Ernst
- Melanie Schmidt
- Uli Schärer
- Guisun Jang
- Ulrich Westerfrölke
- Falk Richwien
- Eckhard Roth
- Eddie Egal
- Erich Hollenstein & Walter Wetter
- Jackie Chronimund
- KAI
- Cornelius Perino